# لي فيرو
لي فيرو (بالإنجليزية: Lee Fierro)‏ هي ممثلة أمريكية، ولدت في 13 فبراير 1929 في نيويورك في الولايات المتحدة، وتوفيت في 5 أبريل 2020 في أوهايو في الولايات المتحدة بسبب مرض فيروس كورونا 2019.

## وصلات خارجية
- لي فيرو على موقع IMDb (الإنجليزية)
- لي فيرو على موقع ألو سيني (الفرنسية)
- لي فيرو على موقع قاعدة بيانات الفيلم (الإنجليزية)